# Uluguria neglecta
Uluguria neglecta är en mångfotingart som beskrevs av Hoffman 1964. Uluguria neglecta ingår i släktet Uluguria och familjen Gomphodesmidae. Inga underarter finns listade i Catalogue of Life.